# ピスガー山 (ノースカロライナ州)
ピスガー山 (ピスガーさん、Mount Pisgah) は、アメリカ合衆国ノースカロライナ州のアパラチア山脈の山であり、ブルーリッジ山脈の一部である。バンコム郡、ヘイウッド郡、ヘンダーソン郡、トランシルベニア郡の境界近く、アシュビルの南西約15マイル（24キロメートル）の最頂点は5,721フィート（1,744メートル）である。バンコム郡とヘイウッド郡の境に位置しており、ヘンダーソン郡とトランシルベニア郡が合うポイントにあるが、境にあるというだけであって郡の土地ではない。ブルーリッジ山脈からのハイキングでは交通の便が良い。

## テレビ塔
ピスガー・リッジとしても知られる頂上にある塔はアシュビル近くのATSCの13チャンネルWLOS-TV のシンクレア・ブロードキャスト・グループとライセンス契約しているチェサピーク・テレビジョンの339-フート-tall (103 m)のテレビ塔である。連邦通信テレビ放送権部門によると、ミシシッピ川東で最も高い位置にあるテレビ・アンテナであり、谷底の周りより2,814フィート、基準海面より6,023フィートに位置している。UNC-TV、33チャンネル、WKSF-FM 99.9が共同で使用している。
2001年5月22日、アメリカ森林局はWLOS-TVが新しい塔に建て直すことを許可。デジタル化に伴い、13チャンネルのアナログ・アンテナを撤去し、局のデジタル・アンテナをサポートするためのより軽い塔を設置。古い塔ではアナログもデジタルもサポートできなくなっていた。ブルーリッジ・パークウェイといくつかの保全組織はパークウェイと近い場所への設置に反対しており、森林局に別の場所を検討するよう何度も抗議していた。2009年、議論は収束し、連邦通信委員会と内務省はWLOSがアナログ・アンテナを撤去して古い塔を使い続けることを承認し、局は現在塔に備えられているデジタルアンテナへの移行を検討することとなった。

## リクリエーション
ブルーリッジ・パークウェイのマイル標407の西側沿いにある『ピスガー山駐車場』と名付けられた見晴らしの良い高台がトレイルのスタート地点である。このトレイルは1.6マイルで、頂上付近はかなり急勾配のため熟練者向きである。頂上のテレビ塔付近には小さな展望台がある。素晴らしい眺めである。
テレビ塔下にはWLOS送信局まで太いケーブルが続く。谷底から山まではかつてテレビ塔建設に使用されていたケーブルカーが現在も運行されており、悪天候の際に送信局の技術者がこれを利用している。
また、ピスガー山駐車場付近にはバック・スプリングというトレイルのスタート地点もあり、短い距離でジョージ・ワシントン・ヴァンダービルト2世の狩猟小屋の基礎の岩が残っている歴史的地域に行くことができる。
パークウェイのマイル標407の東側にはピスガー山ピクニック・エリアがあり、グリル、テーブル、トイレ設備もある。障がい者にも利用しやすい施設となっている。
ブルーリッジ・パークウェイのマイル標408にはピスガー・インのレストラン、土産物店がある。ピスガー・インのキャンプ場からもいくつかのトレイルに行くことができる。